# ウリヤノフスク市電
ウリヤノフスク市電（ロシア語: Ульяновский трамвай）は、ロシア連邦の都市・ウリヤノフスク市内に存在する路面電車。ソビエト連邦時代の1954年に開通し、2021年現在はトロリーバス（ウリヤノフスク・トロリーバス）と共にウリヤノフスク市が所有する単一事業体であるウリヤノフスクエレクトロトランス（МУП «Ульяновскэлектротранс»、МУП «УЭТ»）によって運営されている。

## 歴史
ウリヤノフスク市内に路面電車を建設する計画はソビエト連邦（ソ連）時代の1948年5月に開催されたウリヤノフスク市労働者代理評議会の会議で決定したもので、翌1949年から建設が行われ、1954年1月5日から営業運転を開始した。開業前夜の猛吹雪の影響で初日は一部車両の運行ができない状況に陥ったものの、路面電車はすぐに利便性の高い交通機関として受け入れられ、開業初年度の利用客数は900万人以上を記録した。それを受けてウリヤノフスク市電の路線網は急速に拡大し、1958年には全長32 km、4系統の路線網が築かれた。
以降もウリヤノフスクの発展に応じて路面電車網の拡大は続き、1970年代から1980年代にかけて延伸が相次いだ他、1967年には新たな車庫も増設された。車両についても開業時のソ連製の電車に代わり1966年以降はチェコスロバキア（現：チェコ）製のタトラカー（T3SU、T6B5SU）の大量導入が実施された。1980年代の営業キロは113 km、系統数は10に達した。
ソビエト連邦の崩壊以降の経済危機の中でもウリヤノフスク市電は延伸が行われ、1995年、2001年、2005年に相次いで新路線が開通している。車両についても老朽化した車両の更新と並行してロシア連邦製の電車の導入が続いており、2010年代後半からは超低床電車の運行が始まっている。

## 運行
2021年現在のウリヤノフスク市電の系統は以下の通り。運賃はトロリーバス（ウリヤノフスク・トロリーバス）と共に1回の乗車につき14ルーブルである他、2020年以降は月額1,600ルーブルで路面電車やトロリーバスに加えて路線バスも利用可能な交通カード「市民カード（Гражданский）」が発行されている。
| 系統番号 | 起点                     | 終点                            | 営業キロ | 備考                                                   |
| -------- | ------------------------ | ------------------------------- | -------- | ------------------------------------------------------ |
| 1        | микрорайон "Огни Севера" | Вокзал "Ульяновск 1             | 19.9km   |                                                        |
| 2        | Северный Венец           | УКСМ                            | 29.8km   | 平日のみ運行                                           |
| 2Yu      | парк Юности              | УКСМ                            | 35.0km   |                                                        |
| 4p       | микрорайон "Огни Севера" | проспект Гая                    | 35.1km   |                                                        |
| 5        | УКСМ                     | Вещевой рынок                   | 13.0km   |                                                        |
| 6        | 19 микрорайон            | Кондитерская фабрика "Волжанка" | 31.2km   |                                                        |
| 9        | Дамба                    | Дамба                           | 19.0km   | 環状系統(右回り) 2021年4月以降走行区間の修繕により運休 |
| 10       | Дамба                    | Дамба                           | 19.0km   | 環状系統(左回り)                                       |
| 11       | Парк "Юности"            | Дамба                           | 12.5km   |                                                        |
| 14       | УКСМ                     | Кондитерская фабрика "Волжанка" | 17.4km   | 平日のみ運行                                           |
| 15       | микрорайон "Огни Севера" | Октябрьская                     | 21.7km   |                                                        |
| 17       | Дамба                    | Дамба                           | 9.6km    | 環状系統(左回り) 9・10号線とは経由区間が異なる         |
| 18       | Дамба                    | Вещевой рынок                   | 19.4km   | 休日のみ運行                                           |
| 19       | Проспект Гая             | Вещевой рынок                   | 17.4km   | 2021年4月以降走行区間の修繕により運休                  |
| 107      | Парк Победы              | Сокольники                      | 8.1km    | 夏季のみ運行                                           |

## 車両

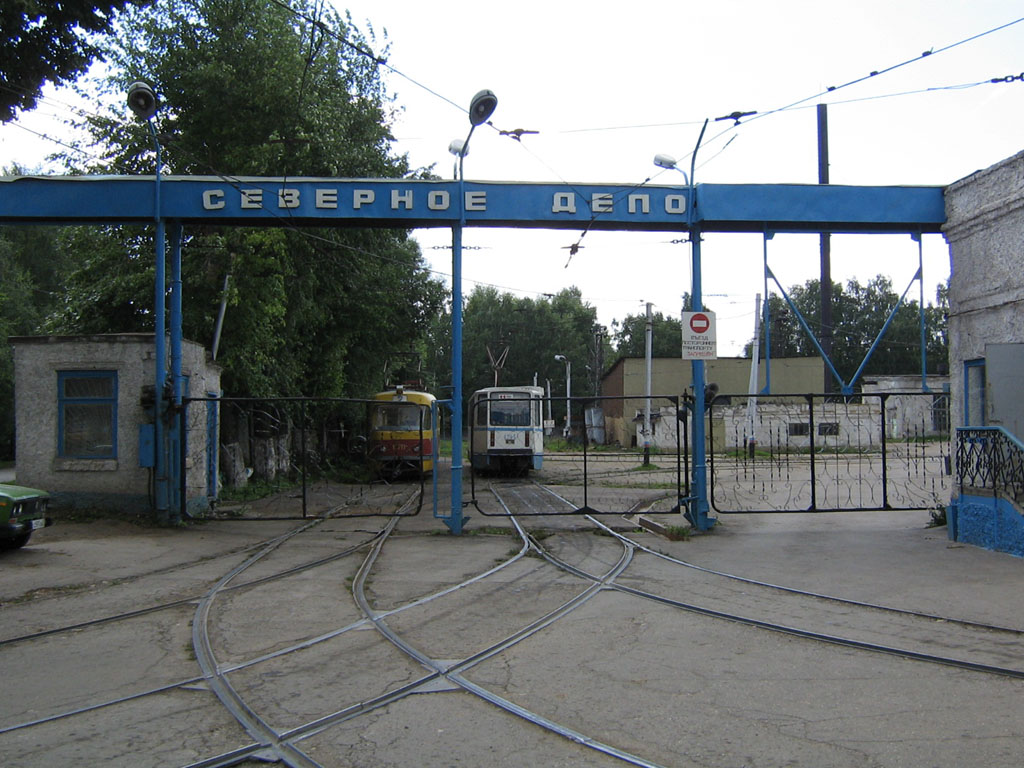
ウリヤノフスク市電の車庫（2006年撮影）

2021年現在のウリヤノフスク市電に在籍する車両の形式は以下の通り。車両の大半はソ連時代に導入されたチェコスロバキア（現：チェコ）製のタトラT3やタトラT6B5で占められているが、1990年代以降はロシア連邦の企業が生産した車両が継続的に導入され、前述の通り2010年代後半以降は超低床電車の導入が進められている。これらの車両は2箇所の車庫に配置されている。
| 形式       | 形式         | 備考                                      |
| ---------- | ------------ | ----------------------------------------- |
| タトラT3   | タトラT3SU   |                                           |
| タトラT6B5 | タトラT6B5SU |                                           |
| 71-608     | 71-608KM     |                                           |
| 71-619     | 71-619K      | 一部車両はモスクワ市電からの譲渡車両      |
| 71-619     | 71-619KT     |                                           |
| 71-619     | 71-619A-01   |                                           |
| 71-153     | 71-153.1     | 部分超低床電車 モスクワ市電からの譲渡車両 |
| 71-911     | 71-911EM     | 超低床電車                                |

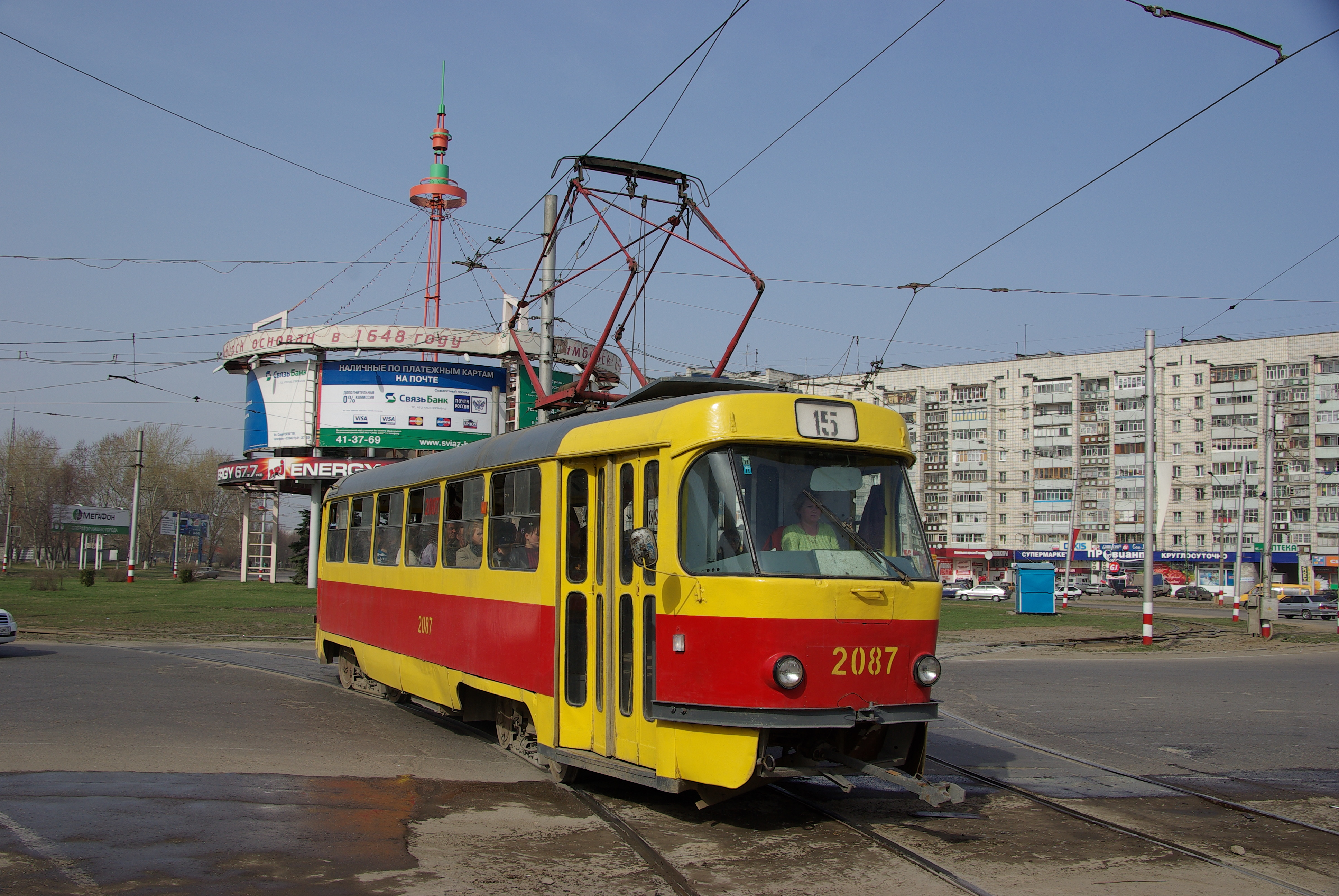
タトラT3（2扉） （2008年撮影）
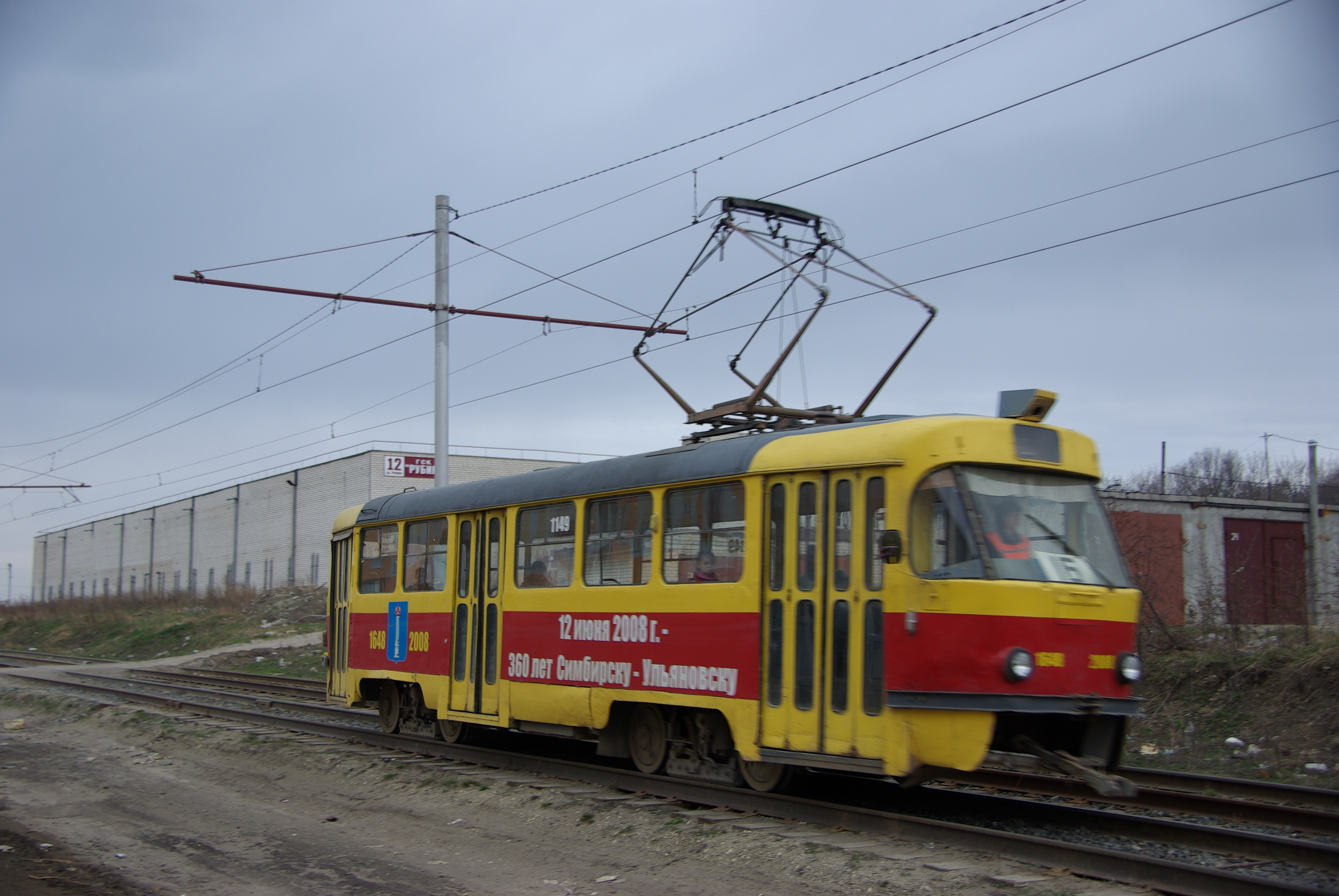
タトラT3（3扉） （2008年撮影）
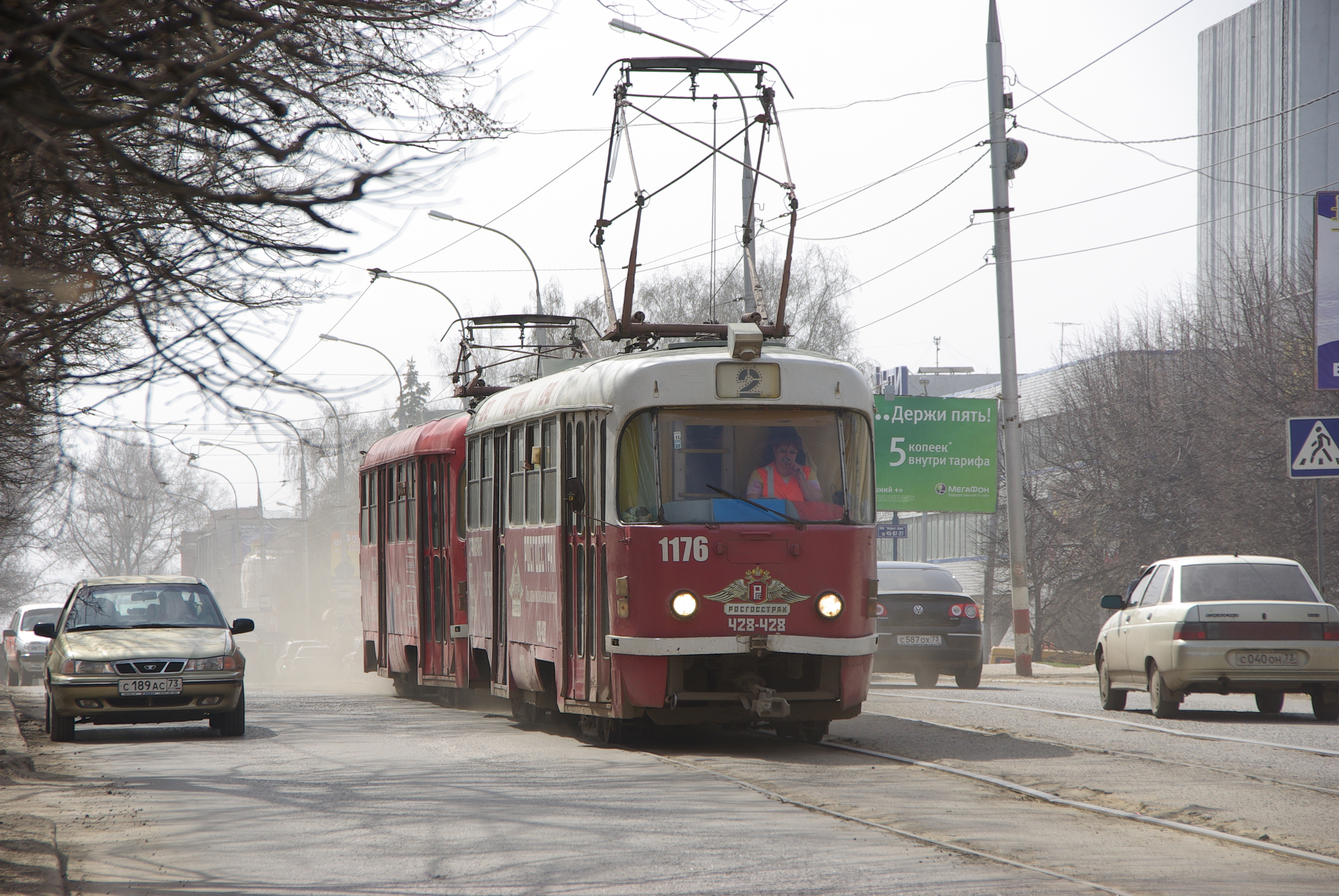
タトラT3（広告塗装） （2008年撮影）
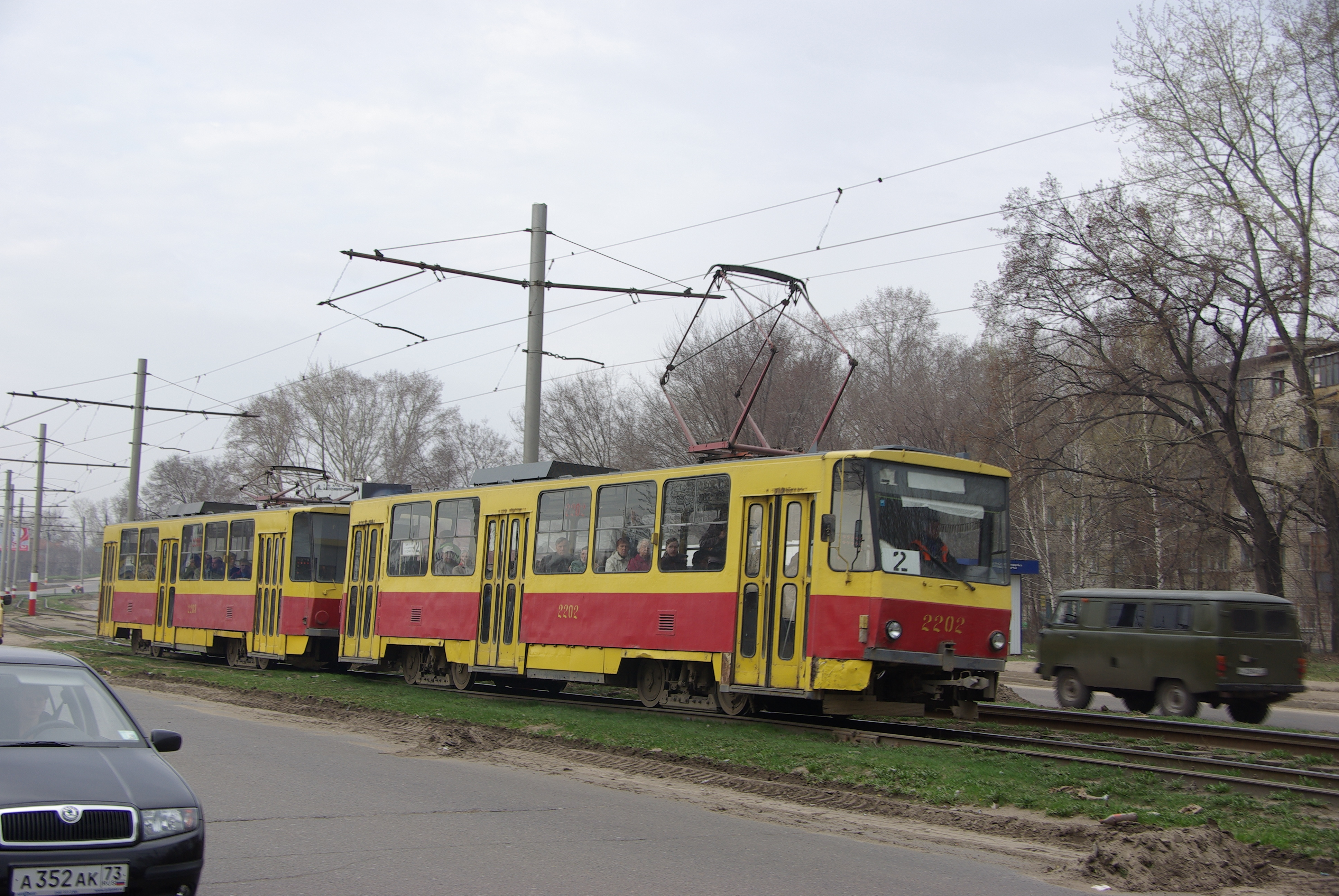
タトラT6B5 （2008年撮影）
71-608KM （2010年撮影）
71-619A （2014年撮影）
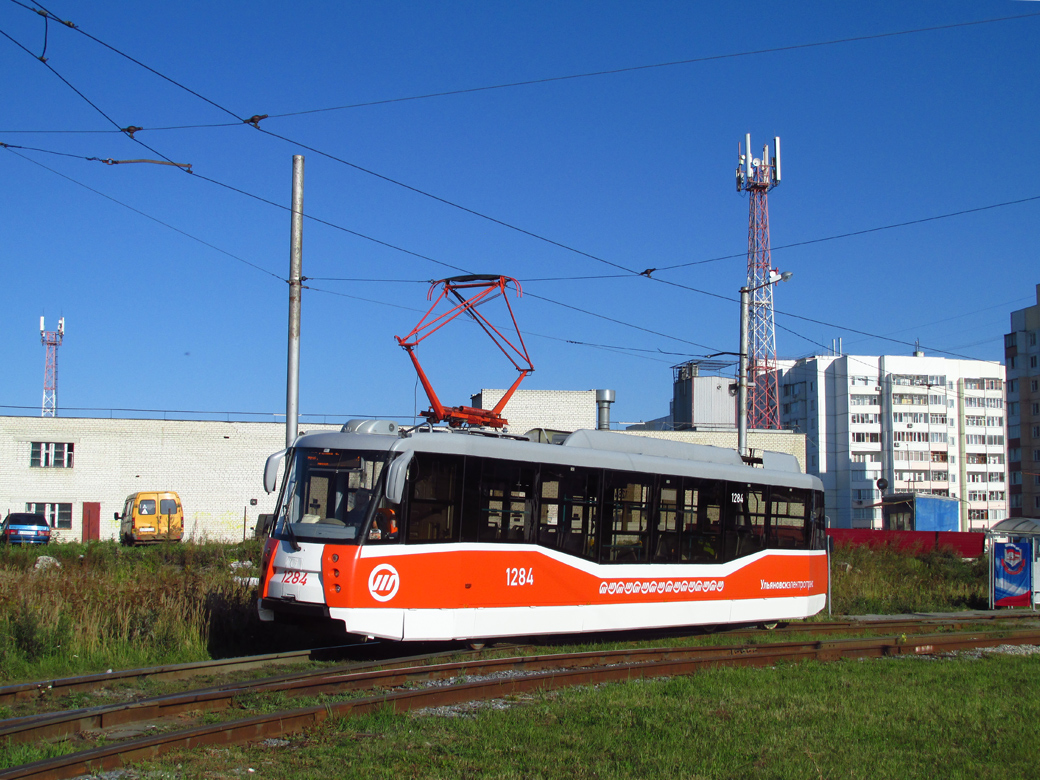
71-153 （2019年撮影）
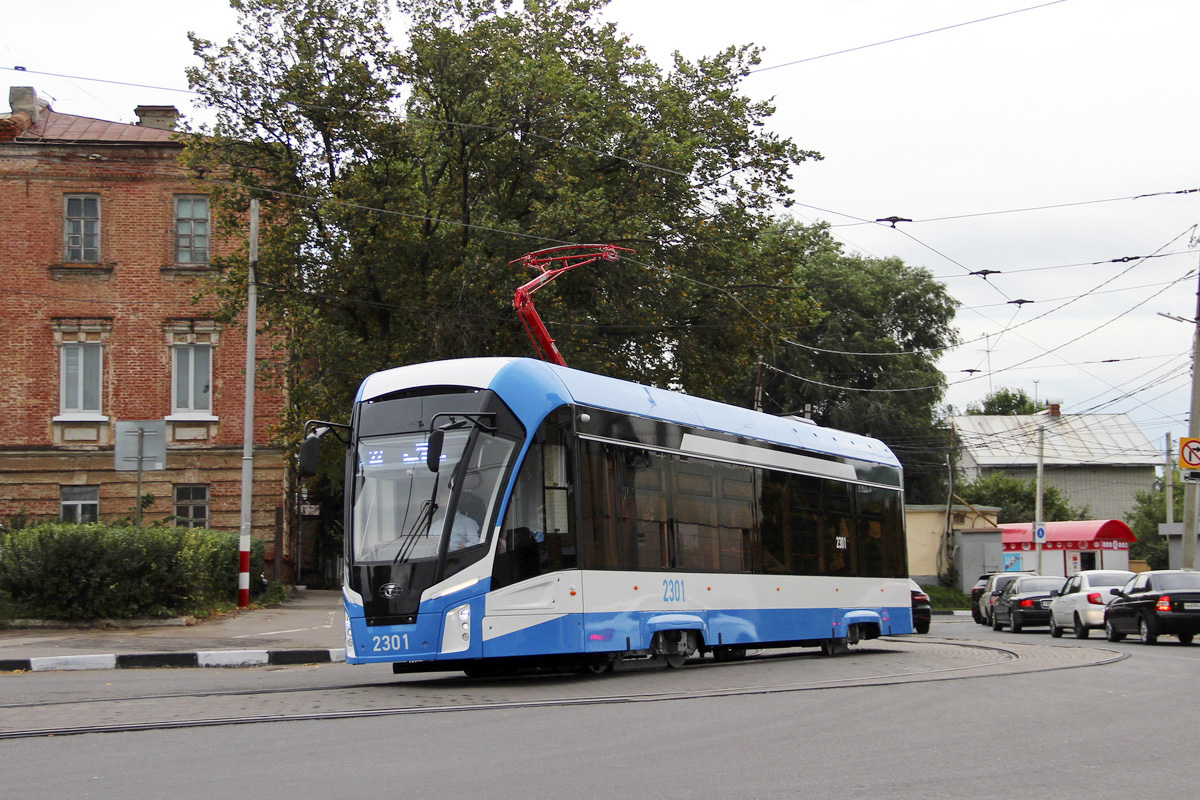
71-911EM （2020年撮影）

## 今後の予定
ウリヤノフスクエレクトロトランスでは、路面電車の安全性・信頼性の向上を目的とした線路や施設の更新工事を2020年以降実施しており、複数の段階を経て2025年まで継続して行われる予定となっている。